# General Taboada (departamento)

Localização em mapa da província de SAntiago del Estero - onde fica localizado o departamento General Taboada

General Taboada é um departamento da Argentina, localizado na 
província de Santiago del Estero.